# Élections cantonales neuchâteloises de 2025
Les élections cantonales neuchâteloises de 2025 ont lieu le 23 mars 2025 afin de renouveler pour quatre ans les membres du Grand conseil et du Conseil d'État du canton Suisse de Neuchâtel.

## Mode de scrutin

### Grand Conseil
Il est composé de 100 députés, élus pour quatre ans selon le système de la représentation proportionnelle au sein d'une circonscription unique. Une équité territoriale est maintenue via l'attribution d'un nombre minimal de sièges à chacune des quatre régions électorales.

### Conseil d'État
Chaque candidat, indépendamment de son parti, doit obtenir une majorité absolue de voix afin d'être élu. La majorité absolue consistant pour un candidat en la moitié du nombre des votants. Cela est rendu possible par le fait que chaque électeur dispose de maximum 5 voix (correspondant au nombre de membres du Conseil d'État). Si moins de 5 candidats obtiennent la majorité absolue des voix, un second est organisé où les candidats obtenant le plus de voix de préférence sont élus en fonction du nombre de sièges encore à remplir.

## Campagne
En août 2024 le Conseiller d’État PLR Alain Ribaux annonce qu'il ne se représentera pas en 2025. La gauche voit dans ce retrait l'opportunité de reprendre la majorité au Conseil d’État détenue par le PLR depuis 2021.
Les partis de gauche décident de s'allier et présentent une liste de cinq candidats avec les deux sortants socialistes Frédéric Mairy et Florence Nater, de leur côté les Verts présentent la Conseillère aux États Céline Vara et la députée Christine Ammann Tschopp, ils sont accompagné par la député popiste Sarah Blum. Les médias considèrent un basculement de la majorité à gauche avec l'élection de Céline Vara en plus des quatre sortants comme probable.
Face à l'alliance de gauche la droite aussi a décidé de s'unir et pour la première fois le PLR a accepté de s'allier à l'UDC pour l'élection au Conseil d’État. Ils sont rejoint dans cette alliance par Le Centre. Ils présentent une liste de cinq candidats, les deux sortants PLR Laurent Favre et Crystel Graf, le chef du groupe PLR au Grand Conseil Quentin Di Meo, le conseiller communal de La Chaux-de-Fonds Thierry Brechbühler pour l'UDC et la députée du Centre Manon Freitag.
À la suite de l'alliance de droite deux députés, un du Centre et un du PLR, changent de parti et rejoignent les Vert'libéraux dénonçant l'alliance avec l'UDC.

## Forces en présence

### Formations politiques
| Parti | Parti                        | Sigle | Sièges en 2021 |
| ----- | ---------------------------- | ----- | -------------- |
|       | Parti libéral-radical        | PLR   | 32/100         |
|       | Parti socialiste             | PS    | 21/100         |
|       | Les Verts                    | PES   | 19/100         |
|       | Vert'libéraux                | PVL   | 8/100          |
|       | Union démocratique du centre | UDC   | 8/100          |
|       | Parti ouvrier populaire      | POP   | 8/100          |
|       | Le Centre                    | LC    | 4/100          |

### Candidats au Conseil d'État
Sont mentionnés uniquement les candidats issus d'un parti représenté au Grand Conseil 
| Candidat | Candidat                 | Parti     |
| -------- | ------------------------ | --------- |
|          | Christine Ammann Tschopp | Les Verts |
|          | Sarah Blum               | POP       |
|          | Thierry Brechbühler      | UDC       |
|          | Quentin Di Meo           | PLR       |
|          | Laurent Favre            | PLR       |
|          | Manon Freitag            | Le Centre |
|          | Crystel Graf             | PLR       |
|          | Frédéric Mairy           | PS        |
|          | Jessica Muriset          | PVL       |
|          | Florence Nater           | PS        |
|          | Maxime Rognon            | PVL       |
|          | Céline Vara              | Les Verts |

## Résultats

### Grand Conseil
Chaque électeur d'autant de voix qu'il y a de sièges à élire, le total de ces dernières est largement supérieur au nombre de votants.
|                          |                              |                          |           |       |     |        |               |  |  |
| Parti                    | Parti                        | Sigle                    | Voix      | %     | +/- | Sièges | +/-           |  |  |
|                          | Parti libéral-radical        | PLR                      | 1 119 666 | 28,20 | 1,6 | 30     | 2             |  |  |
|                          | Parti socialiste             | PS                       | 1 000 097 | 25,19 | 5,5 | 27     | 6             |  |  |
|                          | Les Verts                    | PES                      | 580 957   | 14,63 | 3,6 | 15     | 4             |  |  |
|                          | Union démocratique du centre | UDC                      | 454 673   | 11,45 | 3,3 | 12     | 4             |  |  |
|                          | Parti ouvrier populaire      | POP                      | 302 874   | 7,63  | 0,1 | 8      | en stagnation |  |  |
|                          | Vert'libéraux                | PVL                      | 220 517   | 5,55  | 2,7 | 5      | 3             |  |  |
|                          | Le Centre                    | LC                       | 127 428   | 3,21  | 0,8 | 3      | 1             |  |  |
|                          | solidaritéS                  | Sol                      | 117 472   | 2,96  | 0,5 | 0      | en stagnation |  |  |
|                          | Union Démocratique Fédérale  | UDF                      | 25 106    | 0,63  | Nv. | 0      | en stagnation |  |  |
|                          | Modernokratie                | OK                       | 16 190    | 0,41  | Nv. | 0      | en stagnation |  |  |
|                          | Parti Fédéraliste Européen   | PFE                      | 4 937     | 0,12  | Nv. | 0      | en stagnation |  |  |
| Total des voix           | Total des voix               | Total des voix           | 3 969 917 | 100   |     |        |               |  |  |
|                          |                              |                          |           |       |     |        |               |  |  |
| Votes valides            | Votes valides                | Votes valides            | 42 572    | 96,80 |     |        |               |  |  |
| Votes invalides          | Votes invalides              | Votes invalides          | 1 175     | 2,67  |     |        |               |  |  |
| Votes blancs             | Votes blancs                 | Votes blancs             | 233       | 0,53  |     |        |               |  |  |
| Total                    | Total                        | Total                    | 43 980    | 100   | –   | 100    | en stagnation |  |  |
| Abstention               | Abstention                   | Abstention               | 95 155    | 68,39 |     |        |               |  |  |
| Inscrits / participation | Inscrits / participation     | Inscrits / participation | 139 135   | 31,61 |     |        |               |  |  |

### Conseil d'État
| Candidats                | Candidats                | Partis / Mouvements      | Premier tour | Premier tour | Second tour     | Second tour     |
| Candidats                | Candidats                | Partis / Mouvements      | Voix         | %            | Voix            | %               |
| ------------------------ | ------------------------ | ------------------------ | ------------ | ------------ | --------------- | --------------- |
|                          | Frédéric Mairy           | PS                       | 23 983       | 54,81        | Élus            | Élus            |
|                          | Florence Nater           | PS                       | 23 405       | 53,49        | Élus            | Élus            |
|                          | Laurent Favre            | PLR                      | 21 327       | 48,74        | Élection tacite | Élection tacite |
|                          | Céline Vara              | PES                      | 20 622       | 47,13        | Élection tacite | Élection tacite |
|                          | Crystel Graf             | PLR                      | 20 009       | 45,73        | Élection tacite | Élection tacite |
|                          | Sarah Blum               | POP                      | 19 447       | 44,44        | Retrait         | Retrait         |
|                          | Christine Ammann Tschopp | PES                      | 18 816       | 43,00        | Retrait         | Retrait         |
|                          | Quentin Di Meo           | PLR                      | 17 406       | 39,78        | Retrait         | Retrait         |
|                          | Thierry Brechbühler      | UDC                      | 16 557       | 37,84        | Retrait         | Retrait         |
|                          | Manon Freitag            | LC                       | 16 512       | 37,73        | Retrait         | Retrait         |
|                          | Maxime Rognon            | PVL                      | 2 376        | 5,43         | Retrait         | Retrait         |
|                          | Jessica Muriset          | PVL                      | 1 900        | 4,34         |                 |                 |
|                          | Grégoire Cario           | Aider                    | 1 167        | 2,67         |                 |                 |
|                          | Thomas Wroblevski        | Modernokratie            | 398          | 0,91         |                 |                 |
|                          | Gaëtan Rickli            | Modernokratie            | 361          | 0,82         |                 |                 |
|                          | Fabio Esposito           | Modernokratie            | 306          | 0,70         |                 |                 |
|                          | Nolan Bongiovanni        | Modernokratie            | 295          | 0,67         |                 |                 |
|                          | Yann Bongiovanni         | Modernokratie            | 290          | 0,66         |                 |                 |
|                          | Jean-Luc Pieren          | PFE                      | 223          | 0,51         |                 |                 |
|                          |                          |                          |              |              |                 |                 |
| Votes valides            | Votes valides            | Votes valides            | 43 759       | 98,61        |                 |                 |
| Votes blancs             | Votes blancs             | Votes blancs             | 182          | 0,41         |                 |                 |
| Votes nuls               | Votes nuls               | Votes nuls               | 436          | 0,98         |                 |                 |
| Total                    | Total                    | Total                    | 44 377       | 100          |                 |                 |
| Abstention               | Abstention               | Abstention               | 94 760       | 68,11        |                 |                 |
| Inscrits / participation | Inscrits / participation | Inscrits / participation | 139 137      | 31,89        |                 |                 |